# Michelstadt
Michelstadt − miasto w Niemczech, w południowej części kraju związkowego Hesja, w rejencji Darmstadt, w powiecie Odenwald, pomiędzy Darmstadt a Heidelbergiem.
W mieście na uwagę zasługuje starówka składająca się z domów szachulcowych, zabytkowy ratusz z roku 1484 z charakterystycznymi podcieniami i późnogotycki kościół z końca XIV wieku.
Z Michelstadt pochodzi Jessica Schwarz, niemiecka aktorka.

## Współpraca

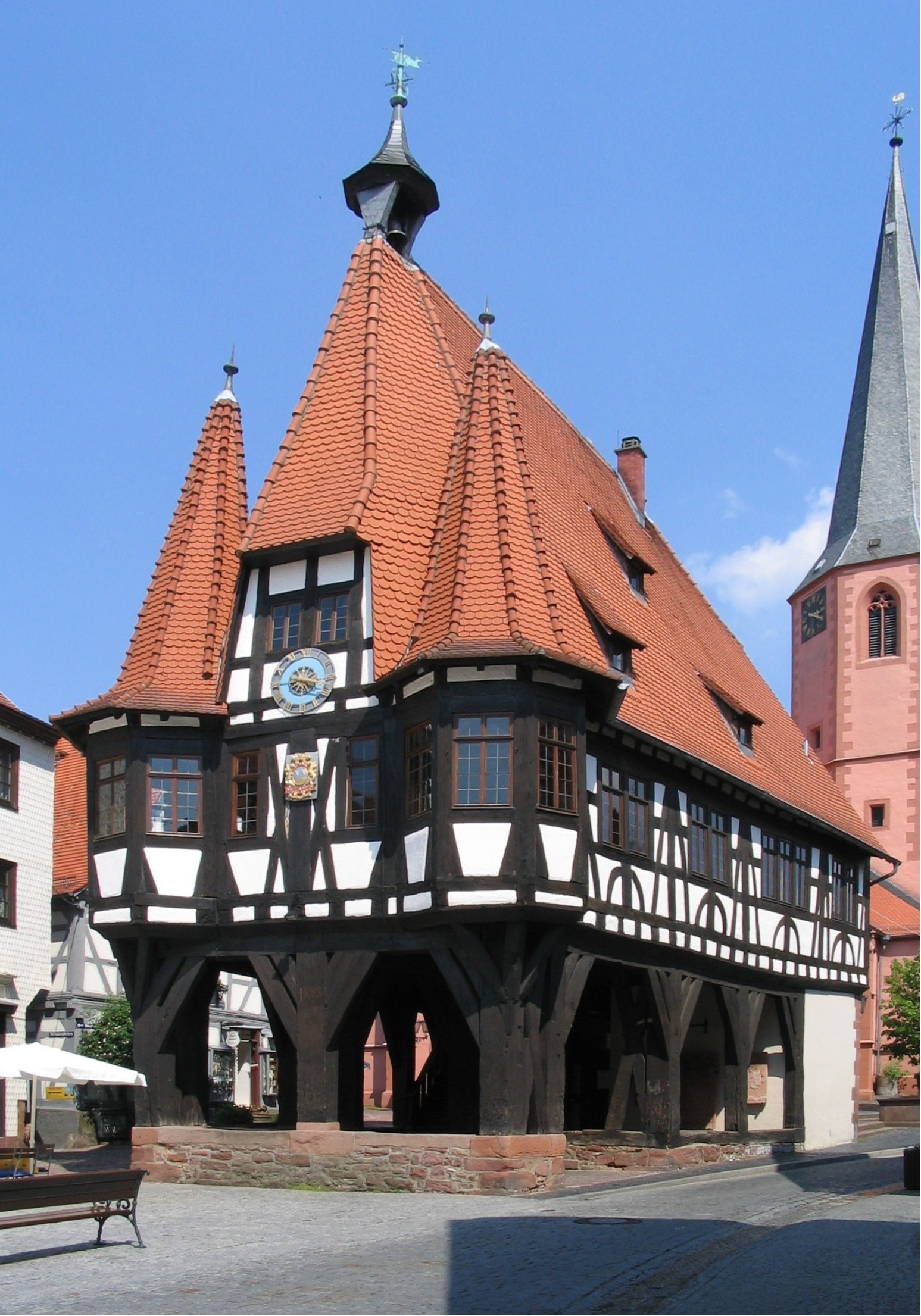
Ratusz

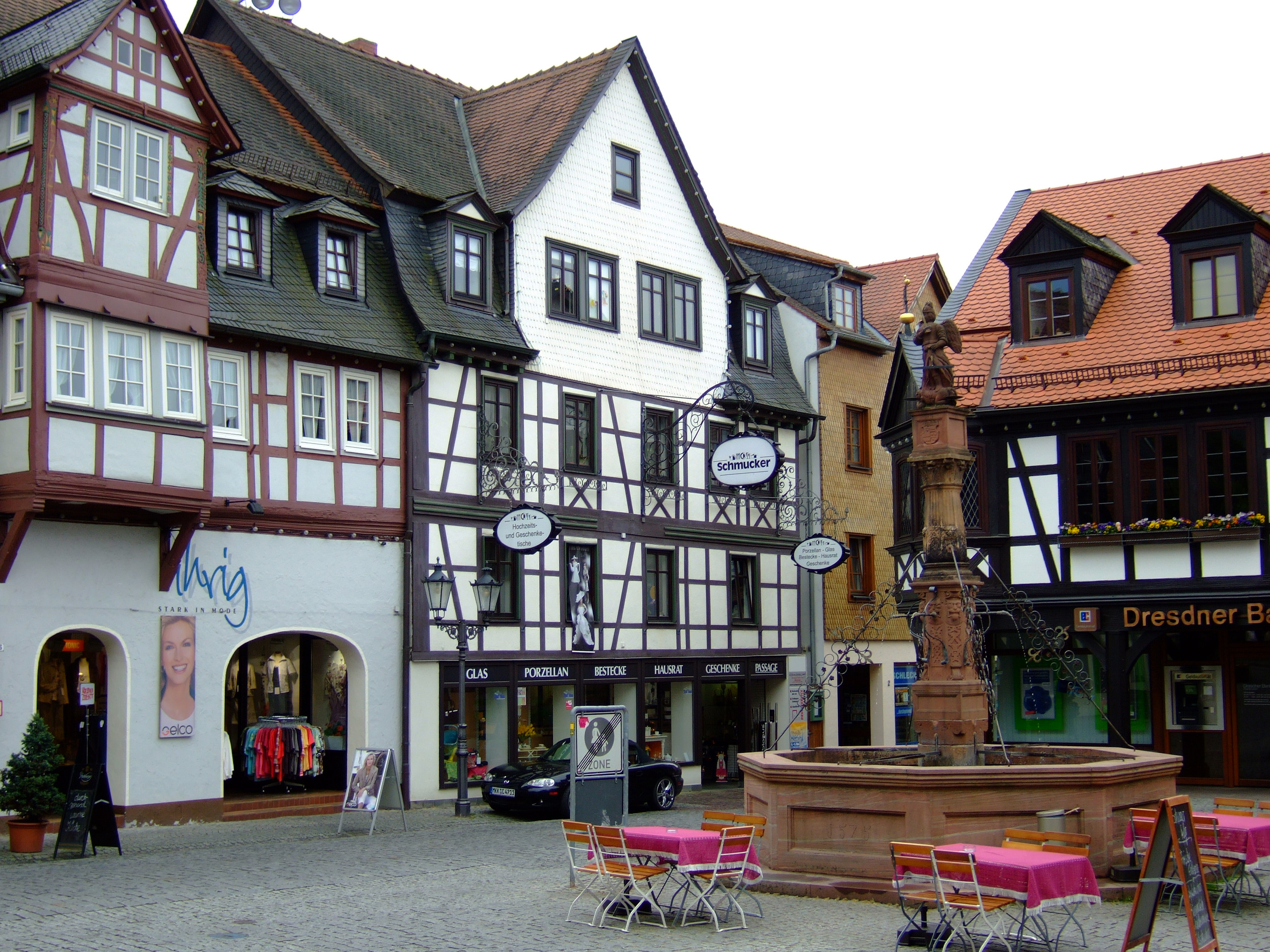
Zabudowa starówki

Miejscowości partnerskie:
- Bad Dürkheim, Nadrenia-Palatynat
- Hulst, Holandia
- Rumilly, Francja